# Nuno Porfírio
Nuno Porfírio (Lisboa, 16 de maio de 1975) é um actor português.

## Currículo
- Jardins Proibidos, TVI 2014
- Doce Tentação, TVI 2012
- Remédio Santo, TVI 2012
- Rosa Fogo, SIC 2011
- A Família Mata, SIC 2011
- Laços de Sangue, SIC 2010
- Cidade Despida, RTP 2010
- Pokerzada, SIC Radical 2009
- Pai à Força, RTP 2008
- Rebelde Way, SIC 2008
- Conta-me como foi, RTP 2008
- Fascínios, TVI 2008
- Deixa-me Amar, TVI 2007
- Resistirei, SIC 2007
- Morangos Com Açúcar - série IV, TVI 2007
- Doce Fugitiva, TVI 2006
- Jura, SIC 2006
- 7 Vidas, SIC 2006
- Inspector Max, TVI 2005
- Inspector Max, TVI 2004
- Morangos com Açúcar - série I, TVI 2003
- Ana e os Sete, TVI 2003
- Coração Malandro, TVI 2003
- Lusitana Paixão, RTP 2002
- Amanhecer, TVI 2002
- Anjo Selvagem, TVI 2002
- Sonhos Traídos, TVI 2002
- Uma Aventura, SIC 2001
- Paraíso Filmes, RTP 2001
- Espírito da Lei, RTP 2001
- Bairro da Fonte, SIC 2001
- Super Pai, TVI 2001
- Olhos de Água, TVI 2000
- Ajuste de Contas, RTP 2000
- Todo o Tempo do Mundo, TVI 1999
- Jornalistas, SIC 1998-1999